# Radoviš
Radoviš (en macédonien : Радовиш ) est une commune et une ville du sud-est de la Macédoine du Nord. La commune comptait 44 866 habitants en 2021 et s'étend sur 497,48 km2. La ville en elle-même comptait alors 42 000 habitants, le reste de la population étant réparti dans les villages alentour.
Elle se situe au pied du massif de la Plačkovica, dans une vallée qu'elle partage avec Strumica. La ville de Radoviš est la deuxième plus grande du sud-est du pays et elle se trouve sur la route M6, axe important qui relie Štip à Strumica.

## Géographie

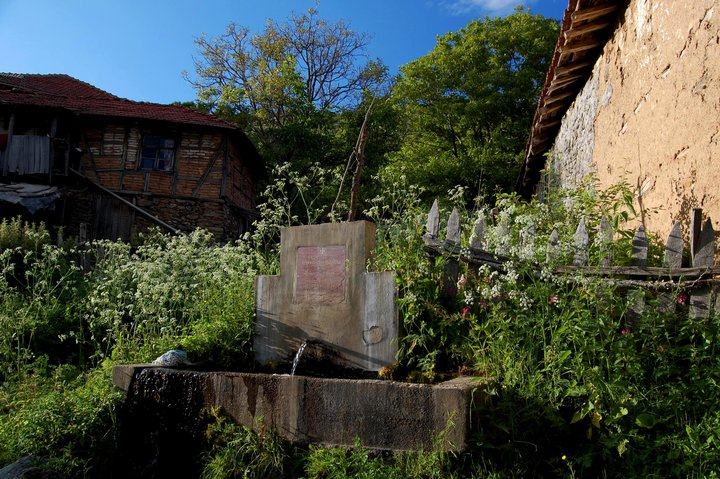
Une fontaine dans le village de Chipkovitsa, situé dans la Plačkovica.

La commune couvre la partie nord-ouest de la vallée de Radoviš-Strumica. Son extrémité nord s'étend sur une partie de la chaîne de la Plačkovica. La ville de Radoviš se trouve à une moyenne de 380 mètres d'altitude.
La commune connaît un climat continental modéré avec des influences méditerranéennes et montagnardes, selon l'altitude. Le mois le plus chaud est juillet, avec une moyenne de 23 degrés, et le plus froid est janvier, avec 1,2 degré. La commune reçoit en moyenne 563 mm de précipitations par an.
La commune compte environ 21 000 hectares de forêts, surtout composées de chênes, de frênes et de hêtres. Elles sont habitées par de nombreuses espèces animales, comme la martre, le cerf, le chat sauvage, la loutre, l'aigle, le faucon crécerelle, le vautour, le loup ou encore le sanglier. Le sous-sol contient des ressources en fer, zinc, cuivre, or, argent, chrome et uranium ainsi qu'en quartz et en argile. Le village de Raklich possède une source thermale qui jaillit à 26 degrés. Cette eau est surtout utilisée pour l'agriculture. La commune est traversée par de nombreux petits cours d'eau, tous très propres.
En plus de la ville de Radoviš, la commune comprend les villages d'Ali Kotch, Ali Lobasi, Boutchim, Voïslavtsi, Damyan, Drjani, Douroutliya, Zleovo, Inyevo, Yargoulitsa, Kalaouzliya, Kalouǵeritsa, Karalobosi, Karadjalar, Kozbounar, Kodjaliya, Novo Selo, Oraovitsa, Papavnitsa, Pogoulevo, Podarech, Pokraytchevo, Prnaliya, Raklich, Sariǵol, Smilantsi, Souldourtsi, Soupourgué, Topolnitsa, Ḱoseliya, Houdaverliya, Tchéchmé Maalé, Chaïntach, Chipkovitsa et Chtourovo.

## Histoire

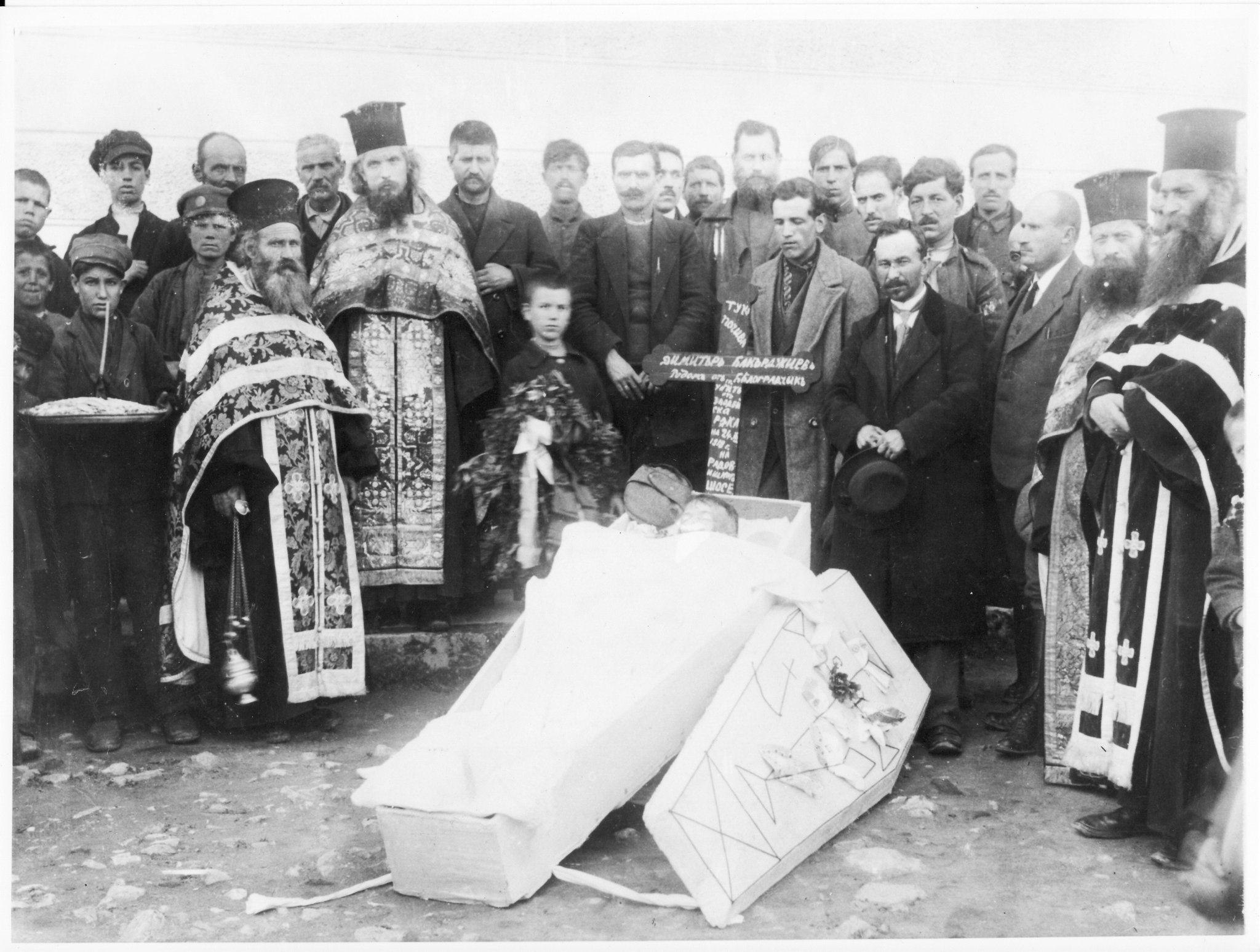
Enterrement d'un nationaliste macédonien en 1919.

La ville de Radoviš est mentionnée pour la première fois en 1019, sous le règne de l'empereur byzantin Basile II. C'est alors un centre administratif et minier. La ville tient son nom de Rada, une duchesse médiévale qui vivait dans la forteresse au-dessus de la ville, dont les ruines existent encore. Au XIVe siècle, Radoviš entre en possession des Serbes, puis des Ottomans. Elle est visitée en 1361 par l'empereur Stefan Uroš V.
Au XVIe siècle, de nombreux Yorouks, nomades turcs, s'installent à Radoviš. La ville est placée au XVIIe siècle sous l'autorité de Kyoustendil, aujourd'hui en Bulgarie. Au cours du XIXe siècle et au début du XXe siècle, la ville est marquée par les diverses insurrections menées par les Macédoniens contre l'autorité turque. Après la fin de la Seconde Guerre mondiale et la mise en place du système socialiste, la ville connaît une importante croissance démographique et économique.

## Administration
La commune est administrée par un conseil municipal élu au suffrage universel tous les quatre ans. Il adopte les plans d'urbanisme, accorde les permis de construire, planifie le développement économique local, protège l'environnement, prend des initiatives culturelles et supervise l'enseignement primaire. Il compte 19 conseillers municipaux.
Le pouvoir exécutif est détenu par le maire, lui aussi élu au suffrage universel. Depuis 2005, le maire de Radoviš est Robert Velkov.

## Démographie
Lors du recensement de 2002, la commune n'avait pas les mêmes limites qu'aujourd'hui, puisqu'en 2003, celle de Podarech, plus petite, lui fut rattachée. Ensemble, elles comptaient :
- Macédoniens : 23 753 (84,10 %)
- Turcs : 4 061 (14,38 %)
- Roms : 276 (0,96 %)
- Serbes : 71 (0,25 %)
- Valaques : 26 (0,09 %)
- Albanais : 8 (0,03 %)
- Bosniaques : 1 (0,00 %)
- Autres : 54 (0,19 %)

## Patrimoine historique et naturel
Radoviš, grâce à la proximité du massif de Plačkovica, possède une station d'alpinisme et d'escalade. La principale curiosité de la ville est l'église orthodoxe de la Sainte-Trinité.

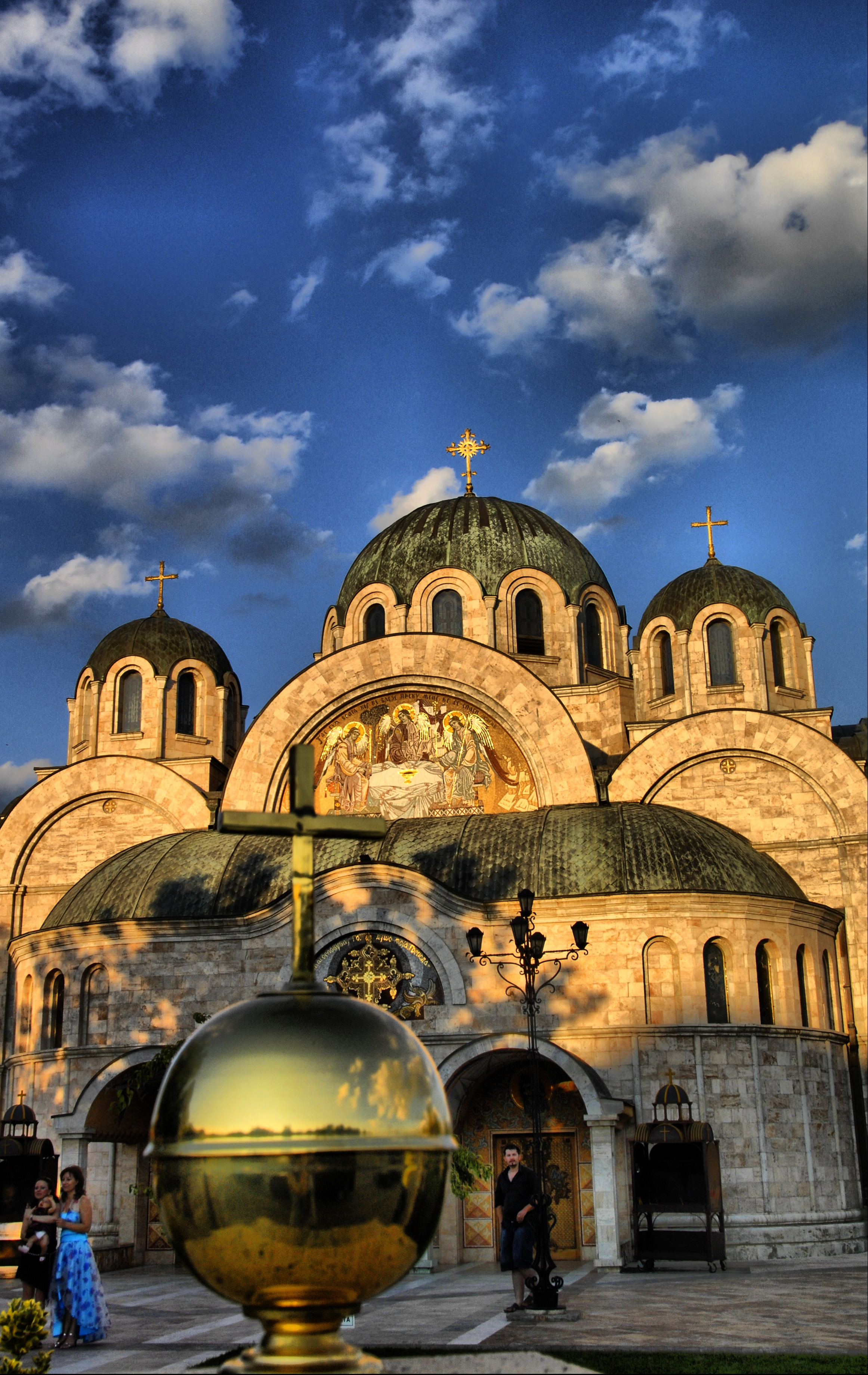
Église de la Sainte-Trinité.
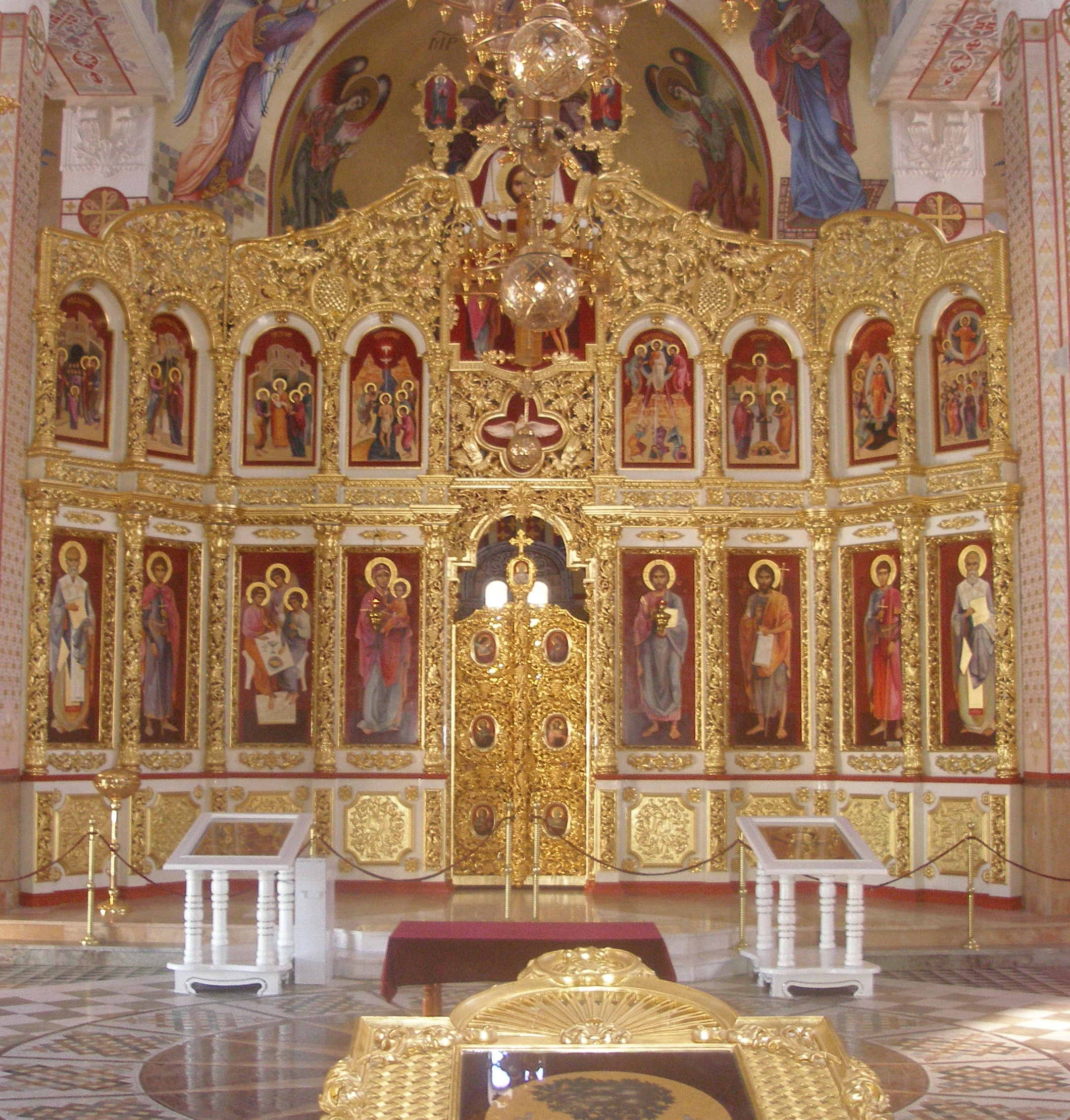
Iconostase de l'église.
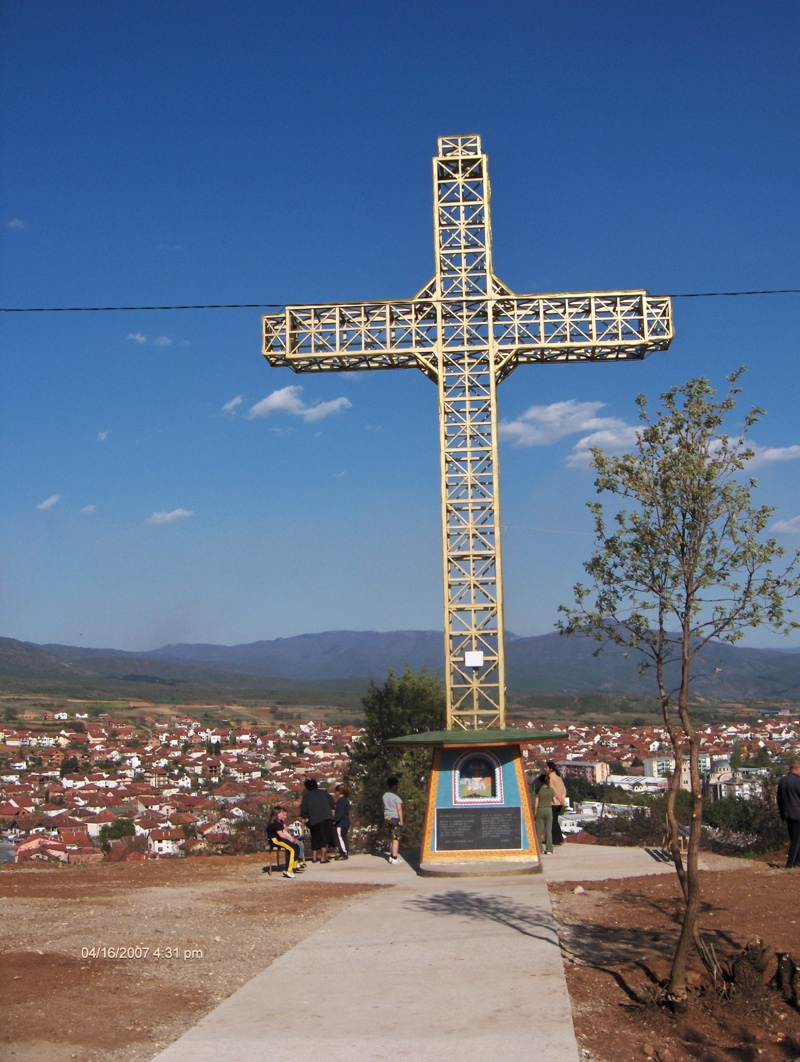
La croix qui domine la ville.